# Александър Бекович-Черкаски
Александър Бекович-Черкаски (до приемане на християнството – Девлет Гирей мурза; на руски: Александр Бекович-Черкасский) е кабардински княз, руски мореплавател и пътешественик-изследовател.

## Ранни години (неизв. – 1715)
Роден е в историческия район Кабарда (днес Кабардино-Балкария) в Северен Кавказ, но датата и година не са известни. Произхожда от стар княжески кабардински род. През 1688 г. за първи път е споменато името му в документи намерени след пожар в град Терки.
Заедно с двамата си братя още от ранно детство са заложници в дома на княз Борис Голицин, където заедно с неговите синове се възпитават в християнски ценности, а по-късно са покръстени. От 1707 до 1710 година по заповед на Петър I е изпратен в чужбина да се обучава на „морски и прочее науки“. След завръщането си е произведен в поручик, постъпва в Преображенския полк и се жени за една от дъщерите на Борис Голицин.
През 1711 пребивава с дипломатическа мисия в Кабарда и след завръщането си представя пред Сената проект за присъединяване на народите на Кавказ към Русия и развиване на връзките с Персия.

## Изследователска дейност (1715 – 1717)
На 2 юни 1714 година Петър I издава указ: „О посылке преображенского полка капитан поручика кн. Алекс. Бековича-Черкасского для отыскания устьев реки Дарьи…“ (в превод: „За изпращането на капитан-поручик Александър Бекович-Черкаски от Преображенския полк за търсене устието на река Амударя...“. По това време сведенията за средноазиатските страни, географията на региона и пътищата от Русия до Индия са крайно оскъдни и фрагментарни.
На 14 февруари 1716 година Петър I връчва на Бекович подробни инструкции и му предава в разпореждане близо 100 малки кораба, 4000 войници, 2000 казаци, 100 драгуни, няколко морски офицери, двама инженери и двама търговци. Основните задачи предвиждат да се построят фортове по източното крайбрежие на Каспийско море и да се оставят в тях гарнизони; да се изясни дали съществува речен път до Индия и възможно ли е Амударя да се премести да тече по старото си русло – Узбой; да се склони хивинския хан да приеме руско поданство.
Междувременно още предната година, през 1715, Бекович изследва Каспийско море и районите около него. Описва и грубо картира цялото северно и източно крайбрежие, открива древната долина на Амударя – Узбой (180 км) и изследва залива Кара Богаз Гол. Открива заливите Александър бай (43°08′ с. ш. 51°36′ и. д. / 43.133333° с. ш. 51.6° и. д.) и Казахски (42°58′ с. ш. 52°20′ и. д. / 42.966667° с. ш. 52.333333° и. д.). В резултат от това плаване се появява първата сравнително достоверна карта на Каспийско море и за нейното съставяне е произведен в гвардейски капитан.
Голяма част от 1716 година преминава в приготовления, които се провеждат в Астрахан. Многохилядния отряд потегля на 15 септември 1716 от Астрахан и на 9 октомври пристига на п-ов Тюб Караган, където построява първата крепост на източното крайбрежие – сегашния град Форт Шевченко (44°30′ с. ш. 50°16′ и. д. / 44.5° с. ш. 50.266667° и. д.) в Казахстан. В залива Александър бай построява втора крепост (днешния град Иралиев в Казахстан) и достига на юг до района на Красноводск (днес Туркменбаши в Туркменистан), където започва да строи трета крепост и оставя въоръжен отряд, а сам той се връща в Астрахан, за да организира поход по суша към Хива.
През пролетта на 1717 година с кораби достига да град Гурев (днес Атирау), от където през юни с отряд около 3000 души и около 300 търговци предприема запланувания поход към Хива. С огромни трудности многочисления отряд преминава безводното и пустинно плато Устюрт при 40-градусова жега и в средата на август достига до езерото Айбугир, където е спрян от 24-хилядна хивинска войска. По-нататъшната съдба на експедицията е трагична. С хитрост хивинците успяват да примамят експедицията в пустинята, като я разделят на четири отряда и ги унищожават поотделно. Голяма част от експедицията е избита, в т.ч. и Бекович-Черкаски, други са взети в плен и съвсем малка част успяват да се спасят.

## Памет
Неговото име носят:
- залив Александър Бекович-Черкаски (43°09′ с. ш. 51°39′ и. д. / 43.15° с. ш. 51.65° и. д.) на източното крайбрежие на Каспийско море;
- залив Бекович, част от залива Туркменбаши (Красноводски залив);
- проток Бекович, свързващ залива Туркменбаши с Каспийско море;
- пясъчна коса Бекович, отделяща залива Туркменбаши от Каспийско море.